# Познанска митрополия
Познанската митрополия (на полски: Metropolia poznańska) е една от 14-те църковни провинции на католическата църква в Полша. Създадена е на 25 март 1992 година с булата „Totus Tuus Poloniae Populus“ на папа Йоан-Павел II. Обхваща две епархии. 
Заема площ от 20 500 км2 и има 1 480 000 верни.

## Епархии
В състава на митрополията влизат епархиите с центрове Познан и Калиш.
- Познанска архиепархия – архиепископ митрополит Станислав Гондецки
- Калишка епархия – епископ Едвард Яняк

## Фотогалерия
- Базилика „Св. ап. Петър и Павел“, катедрален храм на Познанската архиепархия
- „Св. Николай“, катедрален храм на Калишката епархия